# Sergentomyia suberecta
Sergentomyia suberecta är en tvåvingeart som först beskrevs av John Alexander Sinton 1932.  Sergentomyia suberecta ingår i släktet Sergentomyia och familjen fjärilsmyggor.
Artens utbredningsområde är Kenya. Inga underarter finns listade i Catalogue of Life.